# Бэйсян-хоу
Бэйсян-хоу (кит. трад. 北鄉侯, упр. 北乡侯, пиньинь Běixiāng-hóu), личное имя Лю И (кит. трад. 劉懿, ?-125) — седьмой император китайской империи Восточная Хань.

## Биография

### Семья
Когда родился Лю И — неизвестно, в источниках лишь говорится, что к моменту восшествия на престол он был очень молод. Отцом Лю И был Цзибэйский Хуэй-ван Лю Шоу — сын императора Чжан-ди; таким образом Лю И приходился двоюродным братом императору Ань-ди. Титул «хоу» Лю И, скорее всего, получил в 120 году, когда этот же титул получили пятеро братьев его старшего брата Лю Дэна (Цзибэйского Цзе-вана).

### Правление
Наследником императора Ань-ди первоначально был назначен его сын Лю Бао. Однако в 124 году кормилица императора Ван Шэн, и евнухи Цзян Цзин и Фань Фэн ложно обвинили кормилицу наследника престола Ван Нань и повара Бин Цзи, и те были казнены. Наследник Лю Бао был сильно опечален этим, и поэтому Цзян Цзин и Фань Фэн, опасаясь репрессий в будущем, вошли в сговор с императрицей Янь Цзи (также ненавидевшей Лю Бао, ибо он не был её родным сыном), и обвинили наследника и его слуг в преступлениях. Император поверил им, и понизил Лю Бао до Цзииньского князя.
В 125 году император, будучи в поездке в Ваньчэн (в Наньяне), неожиданно заболел и умер. Не желая восхождения на престол Лю Бао, его вдова Янь Цзи объявила императором Лю И. Вместе с братьями и евнухом Цзян Цзином она начала быстро консолидировать власть в своих руках, избавляясь от доверенных лиц покойного императора. Ложно обвинив Ван Шэн, Фань Фэна и приёмного дядю покойного императора Гэн Бао в преступлениях, эта клика добилась казни Фань Фэна и изгнания Ван Шэн и Гэн Бао вместе с их семьями. Однако болезнь Лю И перечеркнула их планы.
Евнух Сунь Чэн веря, что Лю Бао является истинным наследником Ань-ди, и зная о смертельной болезни Лю И, организовал заговор. Когда Лю И вскоре скончался, заговорщики устроили государственный переворот и возвели Лю Бао на престол. Понимая, что Лю И не имел реальной власти и не участвовал в деяниях клана Янь, Лю Бао не стал посмертно понижать его в титулах или подвергать репрессиям его семью, но и не признал его легитимным императором. Лю И был похоронен с почестями имперского князя — то есть выше, чем полагалось в соответствии с принадлежавшему ему титулу «хоу», но ниже чем положенными для императора. Также ему не было дано официального посмертного имени (хотя иногда его упоминают в литературе как Шао-ди (少帝), то есть «молодой император»).